# Мечеть Квирике
Мечеть Квирике (груз. კვირიკეს ჯამე) — общинная мечеть в Аджарии, автономном образовании на юго-западе Грузии. Это одна из старейших сохранившихся мечетей Аджарии, построенная в 1861 году. Здание обильно украшено декоративной резьбой по дереву. Мечеть внесена в список недвижимых памятников культуры национального значения Грузии.
Мечеть Квирике стоит в центре одноименной деревни в прибрежном Кобулетском муниципалитете в Аджарии. Она была построена мастером-лазом из Архави, когда этот район был частью Османской империи. Как и другие ранние мечети в Аджарии, планировка Квирике сочетает в себе влияние Османской империи с народными архитектурными элементами местных грузинских деревень. В мечети были минарет и медресе, снесённые советской властью в 1920-х годах. И внешние, и внутренние стены, а также михраб, минбар, колонны и балкон украшены оригинальными искусными резными изделиями из дерева. Мечеть не имеет цельного купола, вместо этого имеется углубление со вставленным резным медальоном. Мечеть была отремонтирована в 2013 году и в данный момент используется для пятничных или праздничных служб.